# Boris Petrowitsch Kornilow

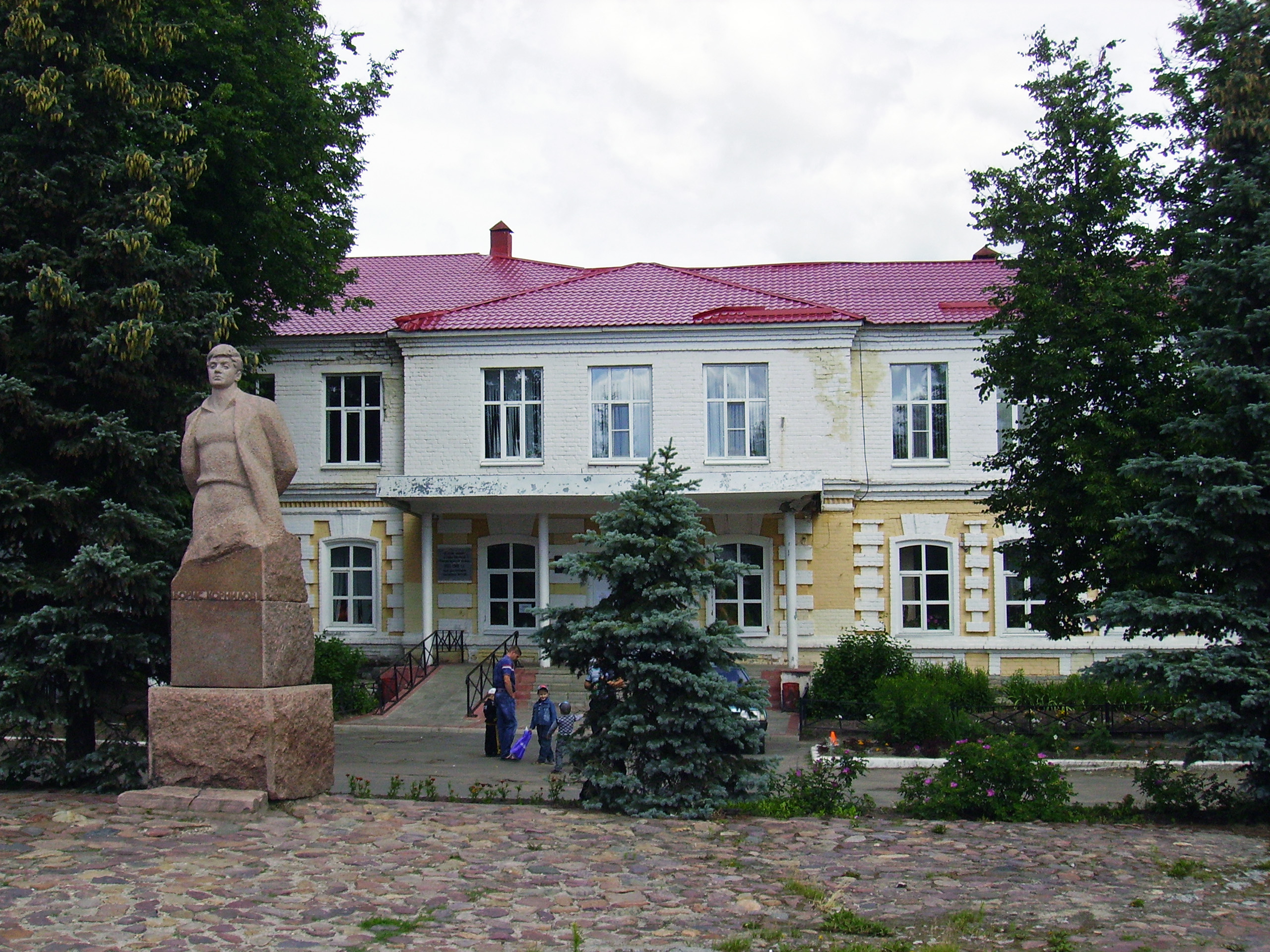
Das Kornilow-Denkmal vor einer Schule in der russischen Stadt Semjonow.

Boris Petrowitsch Kornilow (russisch Борис Петрович Корнилов; * 29. Juli 1907 im Dorf Pokrowskoje, Gouvernement Nischni Nowgorod; † 20. Februar 1938 in Leningrad) war ein sowjetischer Dichter.

## Leben
Kornilow war der Sohn eines Lehrers. 1922 zog er nach Semjonow und begann dort Gedichte zu schreiben. Eine erste Auswahl erschien 1923 im Druck. 1925 übersiedelte er nach Leningrad, wo er seine Gedichte dem verehrten Sergej Jessenin zeigen wollte, den er aber nicht mehr lebend antraf.
Längere Zeit wohnte er dort im sogenannten „Wolkenkratzer der Schriftsteller“, Malaja-Konjuschennaja-Straße 4/2, Wohnung 123. Im selben Haus lebten zahlreiche andere Schriftsteller, darunter Michail Soschtschenko, Jewgeni Schwarz, Nikolai Olejnikow, Alexander Wwedenski und Nikolai Sabolozki.
1928 heiratete Kornilow die gerade 18-jährige Schriftstellerin Olga Bergholz und hatte mit ihr die Tochter Irina, die bereits 1936 starb. Die Ehe wurde 1930 geschieden.
Kornilow fiel dem Großen Terror Stalins zum Opfer. Er wurde 1936 aus dem Schriftstellerverband ausgeschlossen und am 19. März 1937 verhaftet. Nach einem Schauprozess wurde er am 20. Februar 1938 zum Tode verurteilt und am selben Tag erschossen. Am 5. Januar 1957 wurde er posthum rehabilitiert.
Kornilow schuf 1932 den Text des Liedes Entgegen dem kühlenden Morgen, der von Dmitri Schostakowitsch vertont wurde.

## Werke
- Молодость: Стихи (Jugend. Gedichte), 1928
- Стихи и поэмы (Gedichte und Poeme), Leningrad 1933, 202 S.